# Pierre Heuzey
Pour les articles homonymes, voir Heuzey.
Pierre Heuzey, né le 5 mars 1875 à Paris et mort le 17 juin 1910 à Paris, est un homme politique français. Il est notamment député de la Mayenne de 1901 à 1902, et de la Nièvre en 1910.

## Biographie
Petit-fils d'un ancien député de la Mayenne, il est avocat. Conseiller d'arrondissmement, il est élu député de la Mayenne dans la 2e circonscription de Laval, contre Gaultier de Vaucenay aux Élections législatives de 1901, à la suite du décès de Louis Heuzey. 
Il est élu aux Élections cantonales de 1901, conseiller général du Canton de Sainte-Suzanne, à la suite des décès de Anatole Édouard Robert et Louis Heuzey, mais est déclaté inéligible. Battu aux législatives de 1902 par Maurice Dutreil, il se représente dans le Canton de Sainte-Suzanne et est élu aux Élections cantonales de 1903.
Il se présente ensuite en 1910 dans la Nièvre et est élu député au premier tour dans l'arrondissement de Château-Chinon. Il siège peu de temps car il meurt d'un accident la même année, et est remplacé par son frère Charles Heuzey.